# 俾斯麦纪念碑 (汉堡)
俾斯麦纪念碑（德语: Bismarck-Denkmal）是汉堡一座献给奥托·冯·俾斯麦的花岗岩纪念雕塑，位于圣保利区易北河畔圣保利码头附近，现在是当地的娱乐区。它高35米，重达600吨，是全世界250个俾斯麦纪念碑中规模最大，也许是最有名的一个。建筑师是Johann Emil Schaudt; 雕塑家是雨果·莱德勒。
俾斯麦纪念碑耗资50万德国金马克，于1906年6月2日揭幕。